# 松浦河畔公園

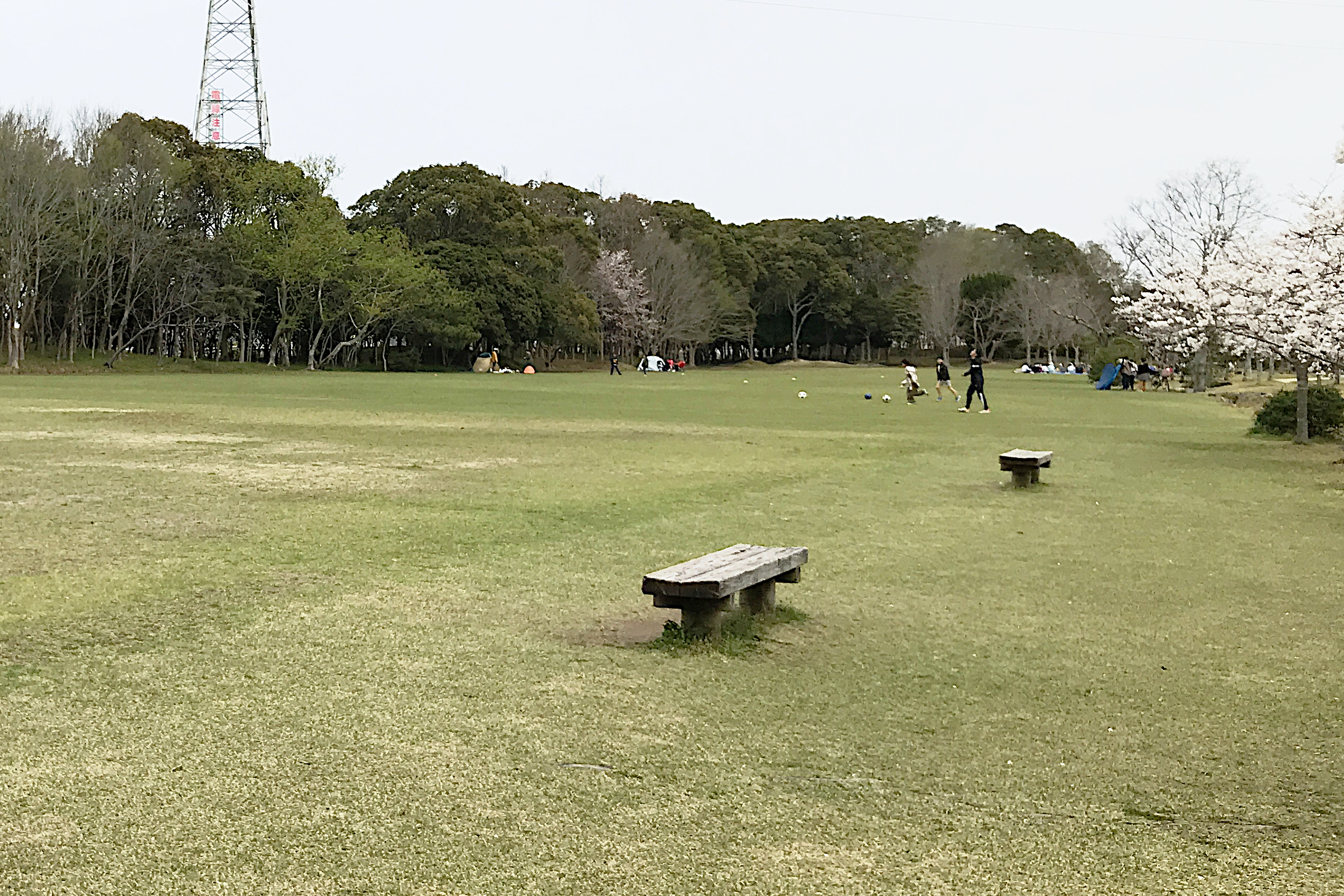
広場

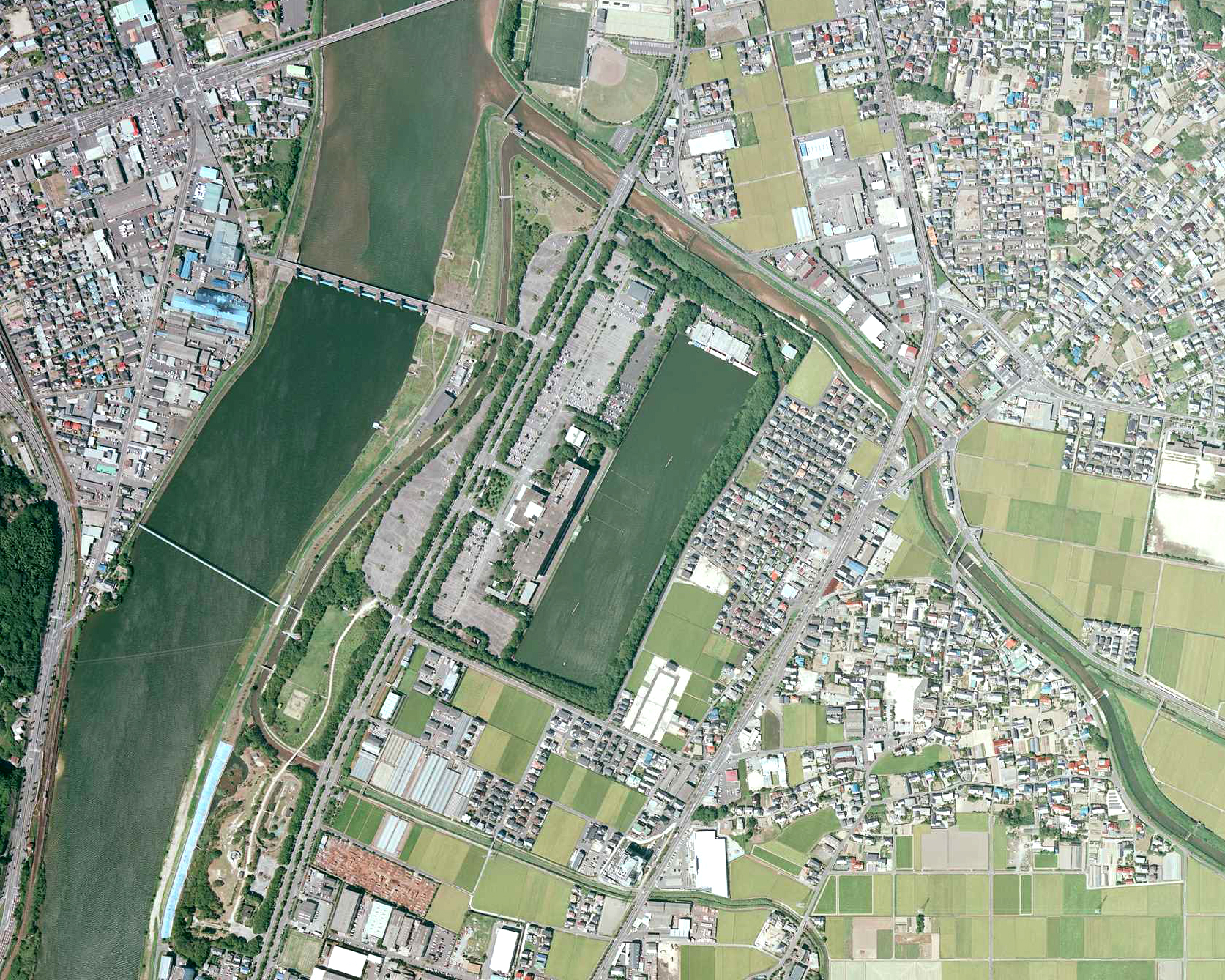
唐津競艇場の南西にある「松浦湖畔公園」

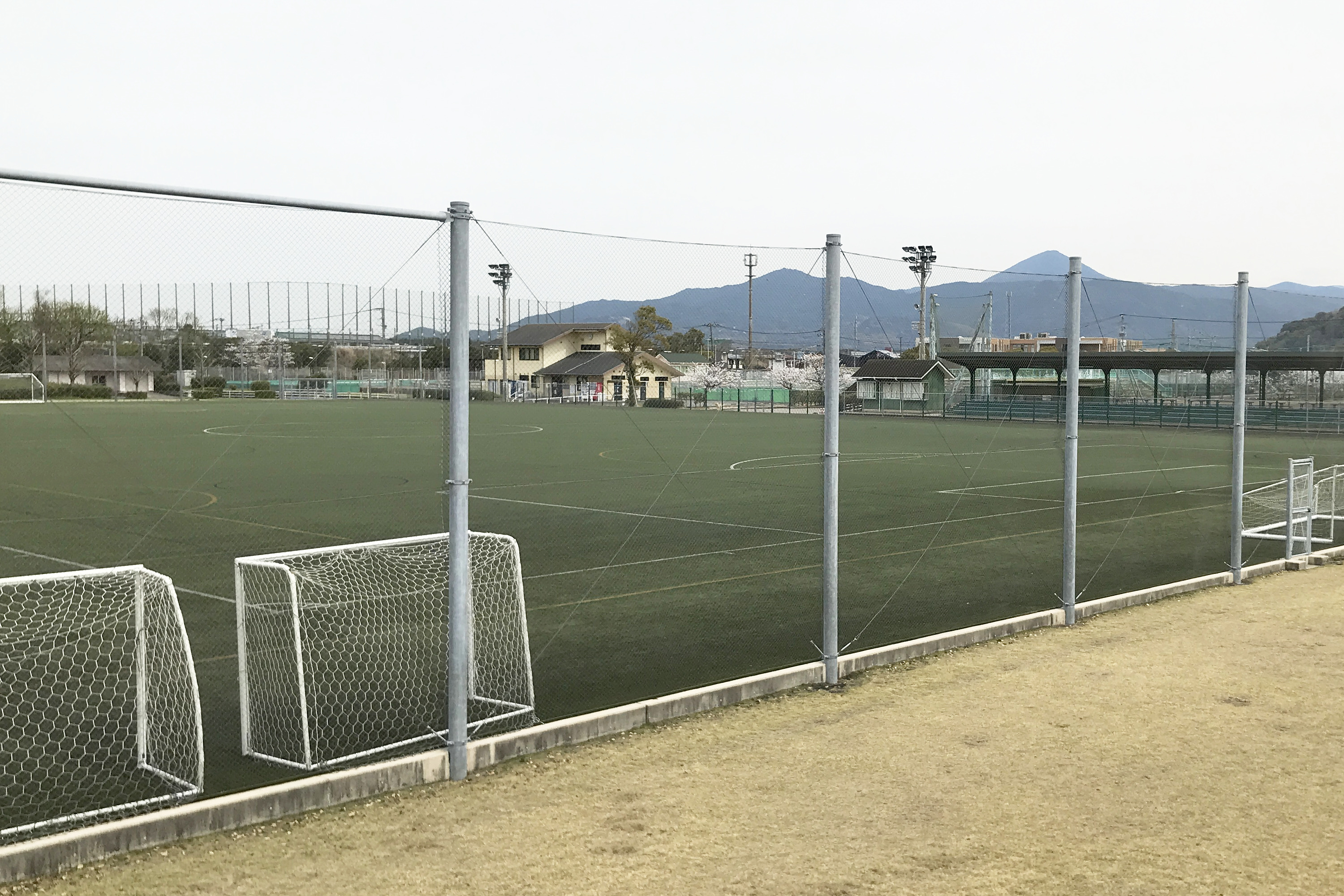
ラグビー・サッカー場（佐賀県フットボールセンター）

松浦河畔公園（まつうらかはんこうえん）は、佐賀県唐津市原1774番地1にある公園である。

## 概要
1975年、唐津市の松浦川河畔（東側）、鏡（かがみ）から原（はる）にかけて、唐津競艇場が現在地に移転したことを期に整備が開始された。

## 施設概要
開門：9時00分
閉門：4月～9月19時／10月～3月18時
- 運動場
- テニスコート
- 児童向けの複合遊具
- バッテリーカー（不定期）
- 1週約300mのミニSL広場（不定期運行1周200円）

森林、芝生などの緑地があり、5月頃にはツツジの景観が楽しめるという。

## アクセス
- 西九州自動車道唐津道路唐津インターチェンジから約5分。

- 九州旅客鉄道（JR九州）唐津線の鬼塚駅より徒歩15分。

## 駐車場
遊具広場駐車場（無料）